# Каземзаде, Фируз
Фируз Каземзаде (англ. Firuz Kazemzadeh, перс. فیروز کاظم‌زاده‎, азерб. Firuz Kazımzadə; 27 октября 1924, Москва — 17 мая 2017) — американский историк, заслуженный профессор истории Йельского университета. Азербайджанец по национальности.
Фируз Каземзаде родился в Москве, где его отец работал в посольстве Ирана. После получения начального образования в Москве он уехал в США и в 1944 году поступил в Стэнфордский университет, который окончил с отличием в 1946 году, а через год окончил магистратуру в том же университете. В 1950 году он защитил докторскую диссертацию по истории России в Гарвардском университете.
Каземзаде преподавал в Гарвардском университете в 1954—1956 годах, затем перешёл в Йельский университет, где преподавал до выхода на пенсию.
Он является автором ряда книг по истории России и Ирана, а также многочисленных статей и рецензий для авторитетных научных журналов. Его книга «Борьба за влияние в Персии» в 2004 году была издана на русском языке (ISBN 5-9524-0780-3).
С 15 мая 1998 года по 23 мая 2003 года Каземзаде был членом Комиссии США по международной религиозной свободе.
Каземзаде исповедовал Веру Бахаи и с 1963 по 2000 год являлся членом Национального Духовного Собрания бахаи США.